# Macrurohelea monotheca
Macrurohelea monotheca är en tvåvingeart som beskrevs av Gustavo R. Spinelli och Eileen D. Grogan 1984. Macrurohelea monotheca ingår i släktet Macrurohelea och familjen svidknott. Inga underarter finns listade i Catalogue of Life.